# Zeinab Badawi
Zeinab Badawi (ur. 24 listopada 1959 w Sudanie) – brytyjska dziennikarka telewizyjna, radiowa i prasowa oraz prezenterka informacyjna. Znana głównie z BBC World News, BBC News, BBC Four oraz BBC Radio 4. Współpracowała poprzednio z ITV News i Channel 4 News, Yorkshire Television, BBC Manchester. Urodzona w Sudanie, od 1 roku życia mieszka w Wlk. Brytanii, w Londynie. W listopadzie 2009 r. została wybrana „międzynarodową osobowością telewizyjną roku” przez Association for International Broadcasting.